# Tadeusz Nowicki
Tadeusz Nowicki (Łódź, 7 luglio 1946) è un allenatore di tennis ed ex tennista polacco.

## Carriera sportiva
Nowicki fu cinque volte campione polacco assoluto.
In un decennio iniziato nella metà degli anni 1960, prese parte a numerose edizioni degli Internazionali di Francia e del torneo di Wimbledon. Il suo miglior risultato lo ottenne al Roland Garros del 1971, dove giunse agli ottavi di finale sconfiggendo Jim McManus, Vladimir Korotkov e Frew McMillan. Fu eliminato in quattro set dal romeno Ilie Năstase, futuro vincitore del torneo.
Nel circuito Grand Prix raggiunse le semifinali al torneo di Nizza del 1973, sconfiggendo al primo turno il sedicenne svedese Björn Borg. A bloccargli l'accesso in finale fu lo spagnolo Manuel Orantes. Nel 1974, arrivò ai quarti di finale del torneo di Kitzbühel, superando l'australiano Dick Crealy e il cileno Jaime Pinto-Bravo, prima di arrendersi nuovamente a Manuel Orantes.
Nowicki vanta una lunga militanza nella nazionale polacca di Coppa Davis, con 25 convocazioni in 16 anni e un bilancio di 7 vittorie e 15 sconfitte in singolare e 11 vittorie e 13 sconfitte in doppio. Per l'impegno da lui profuso in Davis fu insignito di uno speciale riconoscimento. Nel 1978 rappresentò la Polonia anche nella prima edizione della Nations Cup.

## Allenatore
Ex capitano non giocatore di Coppa Davis, Nowicki risiede in Germania e da molti anni è allenatore presso il TGF Bochum.